# Graham Steell
Graham Steell (ur. 1851, zm. 10 stycznia 1942) – brytyjski lekarz kardiolog, który opisał objaw kardiologiczny – szmer Grahama Steella.
Graham Steell urodził się w 1851 roku, jako najmłodszy syn rzeźbiarza Sir Johna Steella. Uczył się na Edinburgh Academy. Początkowo zamierzał zostać wojskowym, ale brat przekonał go żeby studiował medycynę. Skończył studia na Uniwersytecie Edynburskim w 1872, potem kontynuował studia w Berlinie i został lekarzem stażystą George'a Balfoura w szpitalu Edinburgh Royal Infirmary. Pracował w szpitalach zakaźnych w Edynburgu, Leeds i Londynie. Za swoją pracę dyplomową o płonicy został nagrodzony złotym medalem. W roku 1878 przeniósł się do Manchester Royal Infirmary, gdzie pozostał do emerytury i gdzie otrzymał tytuł profesorski.
Jego pierwsze prace naukowe dotyczyły chorób zakaźnych, ale po 1886 r. zajął się kardiologią. Napisał podręcznik Diseases of the Heart, który został opublikowany w roku 1906. Opisał związek obrzęków i obwodowej neuropatii u alkoholików i pacjentów z beri-beri, które jako obecnie wiadomo są związane z niedoborem tiaminy. Szmer nazwany jego imieniem opisał w pracy, którą wygłosił na posiedzeniu Manchester Medical Society, a która została potem opublikowana w roku 1888.
W 1886 ożenił się z Agnes Dunlop McKie, która była przełożoną pielęgniarek w Manchester Royal Infirmary. Mieli jednego syna, który także był lekarzem i pracownikiem ministerstwa zdrowia.